# 469
469 (CDLXIX) fue un año común comenzado en miércoles del calendario juliano, en vigor en aquella fecha.
En el Imperio romano, el año fue nombrado el del consulado de Marciano y Zeno, o menos comúnmente, como el 1222 Ab urbe condita, adquiriendo su denominación como 469 a principios de la Edad Media, al establecerse el anno Domini.

## Acontecimientos

### Imperio romano de Occidente
- El rey vándalo Genserico toma el control de la isla de Córcega.

### Imperio romano de Oriente
- Los vándalos invaden la región de Epiro.
- Teodorico I asume como rey de los ostrogodos, que se establecen en el curso inferior del Danubio como aliados de Zenón, emperador romano de Oriente.[1]

## Arte y literatura
- Fecha aproximada en que termina la Chronica de Hidacio, que coincide probablemente con la muerte de su autor.[2]

## Fallecimientos
- Remismundo, rey suevo de Galicia.
- Hidacio o Idacio, religioso e historiador hispanorromano.